# 宮琳事件
宮琳事件是指2025年4月19日晚，北京理工大学机械与车辆学院2023级硕士研究生常旭强在哔哩哔哩发布52分钟实名视频，指控其导师、学院常务副院长宫琳泄露复试试题、诱导与其发生性关系并挪用科研经费。北京理工大学在24小时内两度通报调查结果并将宫琳“开除党籍、解除聘用”。
该案成为2025年中国高校"师德师风专项整治"典型案件，引发社会对导师权力监督机制的广泛讨论。新京报指出，该事件"不仅涉及师德失范，更涉嫌破坏考试公平，需从法律层面严肃追责"。
新加坡联合早报撰文《中国高校男男师生性丑闻的是与非》。